# Chalcolecta
Chalcolecta Simon, 1884 è un genere di ragni appartenente alla famiglia Salticidae.

## Caratteristiche
Questi ragni hanno molte caratteristiche in comune con le specie del genere Diolenius.

## Distribuzione
Le 3 specie note di questo genere sono diffuse principalmente nell'Arcipelago delle Molucche, in Nuova Guinea e nell'isola di Celebes; solo la C. prensitans è stata rinvenuta anche in territorio australiano, precisamente nel Queensland.

## Tassonomia
Esemplari di due denominazioni non ancora accettate, Chalcolecta amplectens e C. zostifera, per la lunghezza dei maschi appena di 3 millimetri, inferiore a quella dei maschi delle altre specie di Chalcolecta, sono considerati nomina dubia
A maggio 2010, si compone di tre specie:
- Chalcolecta bitaeniata Simon, 1884 — Arcipelago delle Molucche, Celebes
- Chalcolecta dimidiata Simon, 1884[4] — Arcipelago delle Molucche
- Chalcolecta prensitans (Thorell, 1881) — Nuova Guinea, Queensland